# Caesalpinia echinata

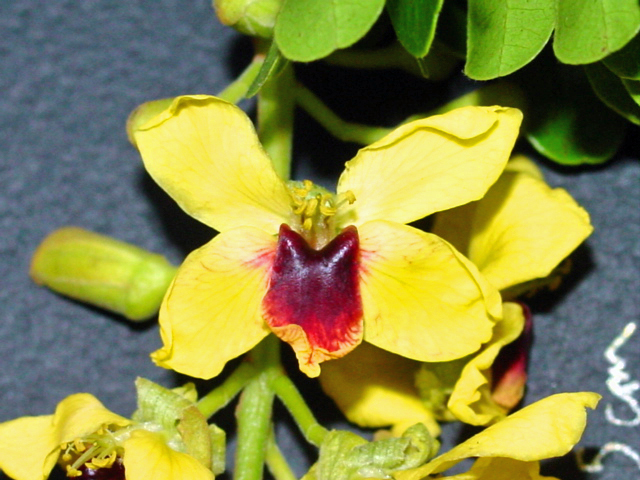
Hoa của Caesalpinia echinata

Caesalpinia echinata là một loài thực vật thân mộc thuộc họ Đậu mọc ở Brasil. Cây này có thể cao đến 15 mét và các mảnh vỏ cây màu nâu tối với các mảng vỏ lớn, làm lộ ra gỗ màu đỏ máu bóng bên dưới. Lá lông chim và mỗi lá gồm có từ 9 đến 19 lá nhỏ có lông thuôn dài và rộng.
Đây là cây biểu tượng của Brasil từ năm 1978.

## Hình ảnh

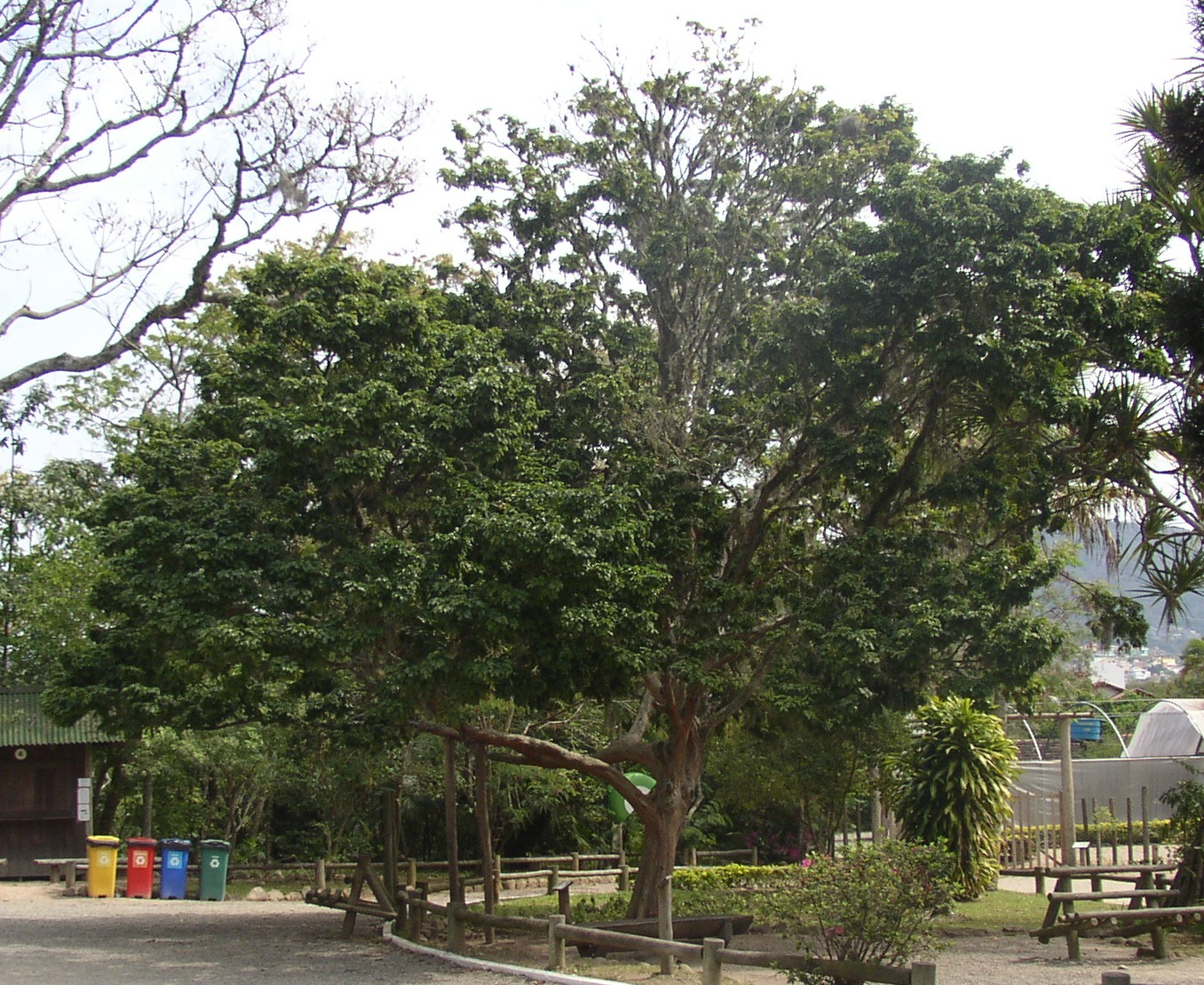
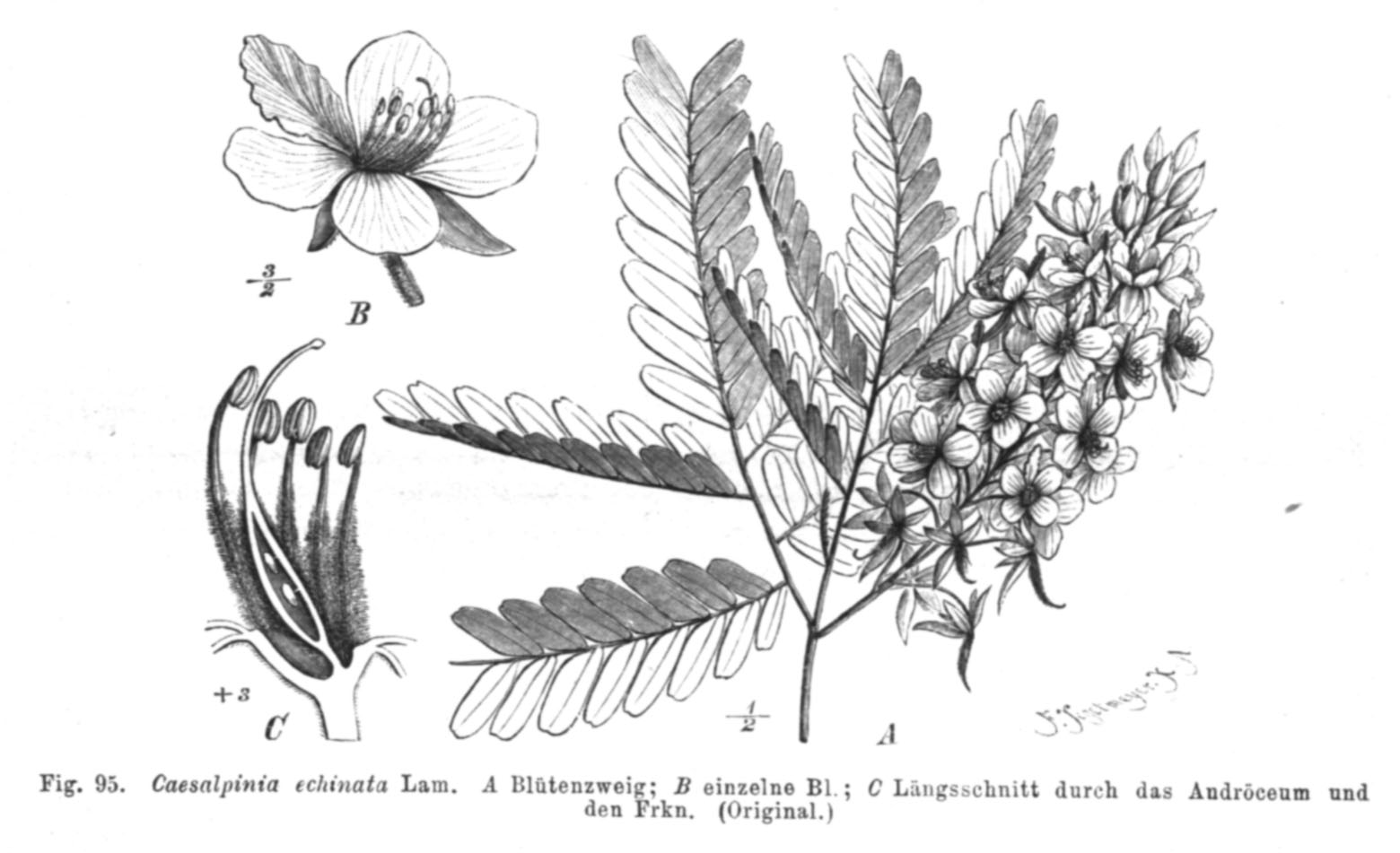
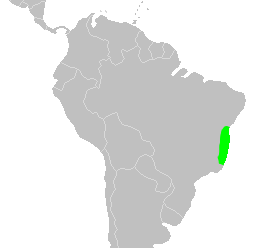